# Ōshima Takatō

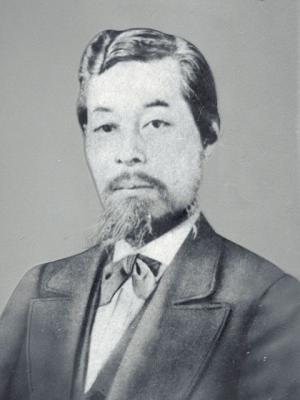
Ōshima Takatō

Ōshima Takatō (japanisch 大島 高任; geboren 16. Juni 1826 in Morioka, Provinz Mutsu; gestorben 29. März 1901) war ein japanischer Bergbau- und Hochofen-Ingenieur.

## Leben und Wirken
Ōshima Takatō wurde als Sohn von Ōshima Chikai (大島 周意) geboren, eines Arztes des Nambu-Klans von Morioka. Um das Familienunternehmen gebildet zu übernehmen, ging Takatō nach Edo, wurde Schüler von Mitsukuri Gempo, Tsuboi Shindō (坪井 信道; 1795–1848) und anderen und studierte westliches Wissen und Medizin. Er ging 1846 nach Nagasaki und bildete sich anhand niederländischer Dokumente weiter, in den westliche Methoden der Kriegsführung, des Schießens, des Bergbaus und der Verhüttung dargestellt wurden. Zusammen mit seinem Studienfreund Tezuka Ritsuzō (手塚 律蔵; 1822–1878) studierte er das niederländische Buch „Het Gietwezen In's Rijks Ijzer-geschutgieterij Te Luik“ („Das Casting in der Reichs-Waffengießerei in Lüttich“, ursprünglich 1826 geschrieben von dem niederländischen Militär Ulrich Huguenin, 1755–1833), das Asa Gorō (1821–1864) ihm vermittelt hatte, womit er ein Fachmann für westliches Schießen wurde.
1853 wurde Ōshima von Fujita Tōko (1806–1855) eingeladen, am Bau eines Flammofens zum Gießen von Kanonen für den Tokugawa-Klan von Mito zu arbeiten. Er baute einen Hochofen im westlichen Stil, ein großer Beitrag zur modernen Eisenherstellungstechnologie in Japan. Sein Pioniergeist liegt in seiner Fähigkeit, die Prinzipien der europäischen Eisenherstellung mit der indigenen Kultur Japans zu verbinden, indem er den Flammofen und den Hochofen, der den Rohstoff Roheisen produziert, als ein einziges umfassendes technologisches System betrachtet.
Ōshima nahm von 1871 bis 1873 an der Iwakura-Mission teil und konnte sich so ein Bild über den Stand der Hüttentechnologie im Ausland machen. 1874 konnte er sich nicht den Vertretern des Ministeriums für öffentliche Arbeiten anschließen, die die ausländische Technologie in Bezug auf den Standort der Kamaishi-Eisenwerke (釜石製鉄所 Kamaishi seitetsujo; heute Teil von Nippon Seitetsu Kita-Nippon) des Ministeriums überbetonten. Danach arbeitete er ausschließlich im technischen Management von Nichteisenminen wie Tōwada (十輪田), Kosaka (小坂) und Ani (阿仁). 1885 wurde er Direktor des „Bergbaubüros Sado“ (佐渡鉱山局 Sado kōzan-kyoku, englisch Sado Mining Bureau) und wurde nach seiner Pensionierung zum ersten Präsidenten der Nihon kōgyō-kai (日本鉱業会, englisch Japan Mining Industry Association) gewählt.
Sein ältester Sohn Michitarō (大島 道太郎; 1860–1921) war der Chefingenieur der Yahata-Werke. Er erlebte noch die Inbetriebnahme des Hochofen Nr. 1 des Stahlwerks, starb einen Monat später.